# Ciudad de Westminster
La Ciudad de Westminster /ˈwɛstmɪnstə/ (en inglés, City of Westminster) es un municipio londinense (borough) en el Londres interior (Inglaterra), que ocupa gran parte de la zona central del Gran Londres, incluyendo la mayor parte del West End. Se encuentra justo al oeste de la antigua City de Londres, directamente al este del Municipio real de Kensington y Chelsea, y su frontera sur es el río Támesis.
Fue creada en el año 1965, cuando se estableció el Gran Londres. Se le anexaron los antiguos distritos de St. Marylebone y Paddington, situados más al norte; de este modo, la actual ciudad de Westminster cubre un área mucho más extensa que en el pasado. Cuando se creó, Westminster recibió el estatus de ciudad, que previamente había tenido el municipio metropolitano de Westminster, de menor tamaño.
Junto a un gran número de parques y jardines, la densidad de población del municipio es alta. Muchos lugares que tradicionalmente se asocian con Londres se encuentran en este municipio, incluyendo el Palacio de Buckingham, las Casas del Parlamento, y el 10 de Downing Street. El municipio está dividido en una serie de localidades, incluyendo el antiguo distrito político de Westminster alrededor del Palacio de Westminster; las zonas comerciales alrededor de Oxford Street, Regent Street, Piccadilly y Bond Street; y el distrito de entretenimiento nocturno de Soho. Gran parte del municipio es residencial, y en 2008 se calculaba que tenía una población de 236 000 personas. La autoridad local es el Westminster City Council.

## Historia
Los orígenes de la ciudad de Westminster son anteriores a la conquista normanda de Inglaterra. A mediados del siglo XI, el rey Eduardo el Confesor comenzó la construcción de una abadía en Westminster, de la cual actualmente sólo sobreviven los cimientos. Entre la abadía y el río construyó un palacio, garantizando así que la sede del gobierno se fijara en Westminster, y atrayendo, inevitablemente, el poder y la riqueza al este, fuera de la antigua ciudad de Lunden.
Durante siglos, Westminster y la Ciudad de Londres fueron dos lugares geográficamente bastante diferentes. No fue hasta el siglo XVI cuando se comenzaron a construir casas en los campos adyacentes, con el tiempo absorbiendo pueblos y aldeas como Marylebone y Kensington, y creando gradualmente el vasto Gran Londres que existe en la actualidad. Westminster se convirtió brevemente en una ciudad (en el sentido de sede episcopal) en 1540, cuando Enrique VIII creó la diócesis de Westminster, de breve duración.
La actual Ciudad de Westminster, como una entidad administrativa con sus límites actuales, data del año 1965, cuando se creó la Ciudad de Westminster a partir del territorio que anteriormente pertenecía a tres municipios metropolitanos: St Marylebone, Paddington y el de menor extensión, Westminster, que incluía el Soho, Mayfair, St James's, Strand, Westminster, Pimlico, Belgravia, y Hyde Park. Esta reestructuración tuvo lugar por el Acta del Gobierno de Londres de 1963, que redujo significativamente el número de distritos de gobierno local en Londres, lo que dio como resultado autoridades municipales responsables de un territorio más amplio y mayor población.
El Municipio Metropolitano de Westminster había sido, a su vez, el resultado de una fusión que tuvo lugar en 1900. Sir John Hunt OBE fue el First Town Clerk de la Ciudad de Westminster, 1900-1928.
Antes de 1900, la zona ocupada por lo que se convertiría en el Municipio Metropolitano de Westminster había sido administrado por cinco cuerpos locales diferentes: el Vestry de St George Hanover Square, el Vestry de St Martin in the Fields, el Strand District Board of Works, Westminster District Board of Works y el Vestry de Westminster St James.
Los límites de la Ciudad de Westminster hoy en día, así como los del resto de los municipios londinenses, han permanecido más o menos iguales desde la ley de 1963.

## Puntos de interés

Situación de la Ciudad de Westminster dentro del Gran Londres.

La ciudad contiene la mayor parte del sector llamado West End de Londres (extremo oeste), y alberga las principales instalaciones del gobierno del Reino Unido, como el Palacio de Westminster (conocido también como the Houses of Parliament, sede del Parlamento británico), Whitehall (donde se ubicaba el Palacio de Whitehall), y los Royal Courts of Justice. El Palacio de Buckingham y la Abadía de Westminster, símbolos de la monarquía británica, se encuentran también en este distrito.
Cuatro de las estaciones ferroviarias principales de Londres están en este distrito (Victoria, Paddington, Charing Cross y Marylebone).

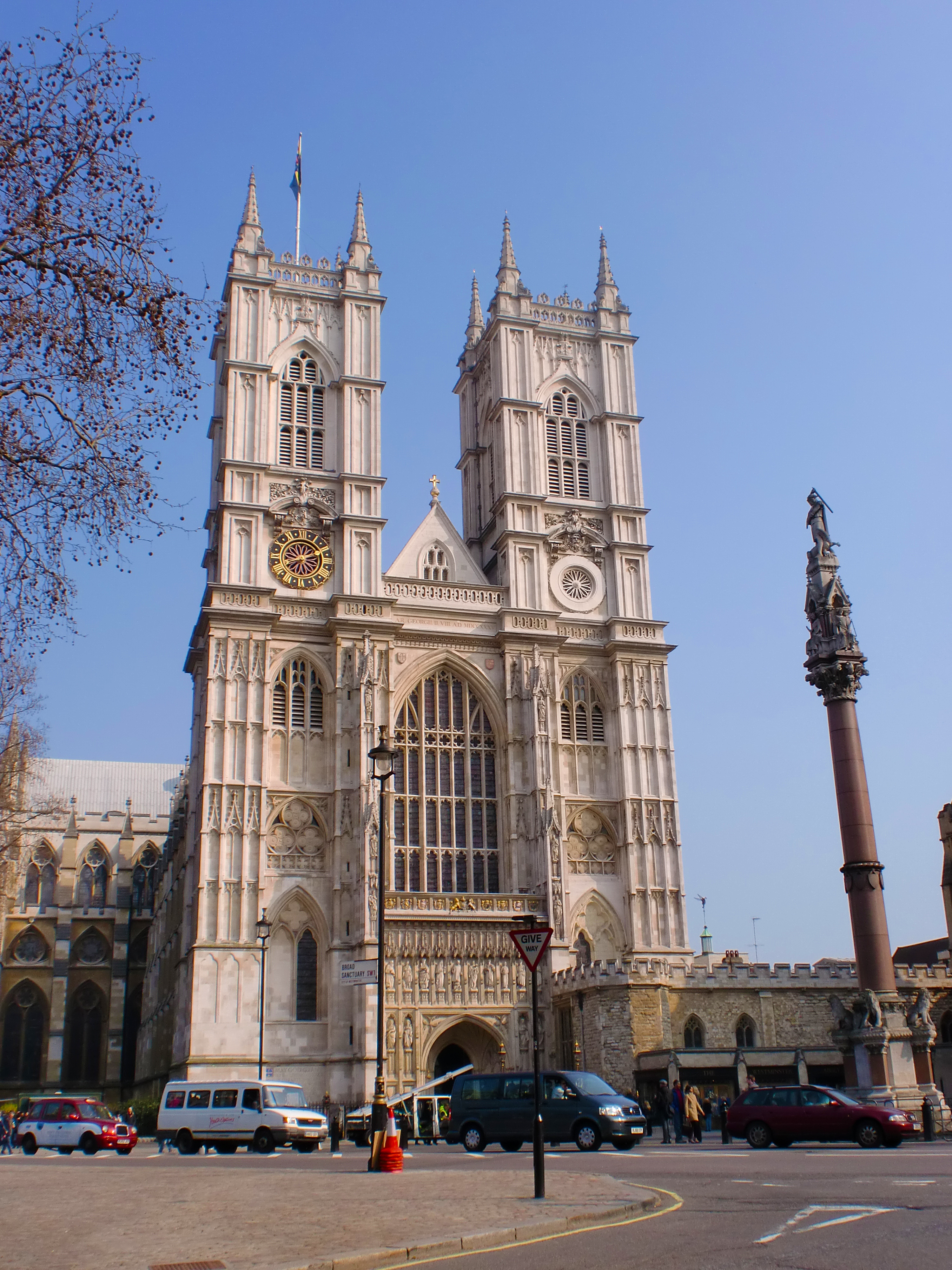
Fachada occidental de la abadía de Westminster.

Westminster Hall a principios del s. XIX, una de las partes más impresionantes del palacio de Westminster.

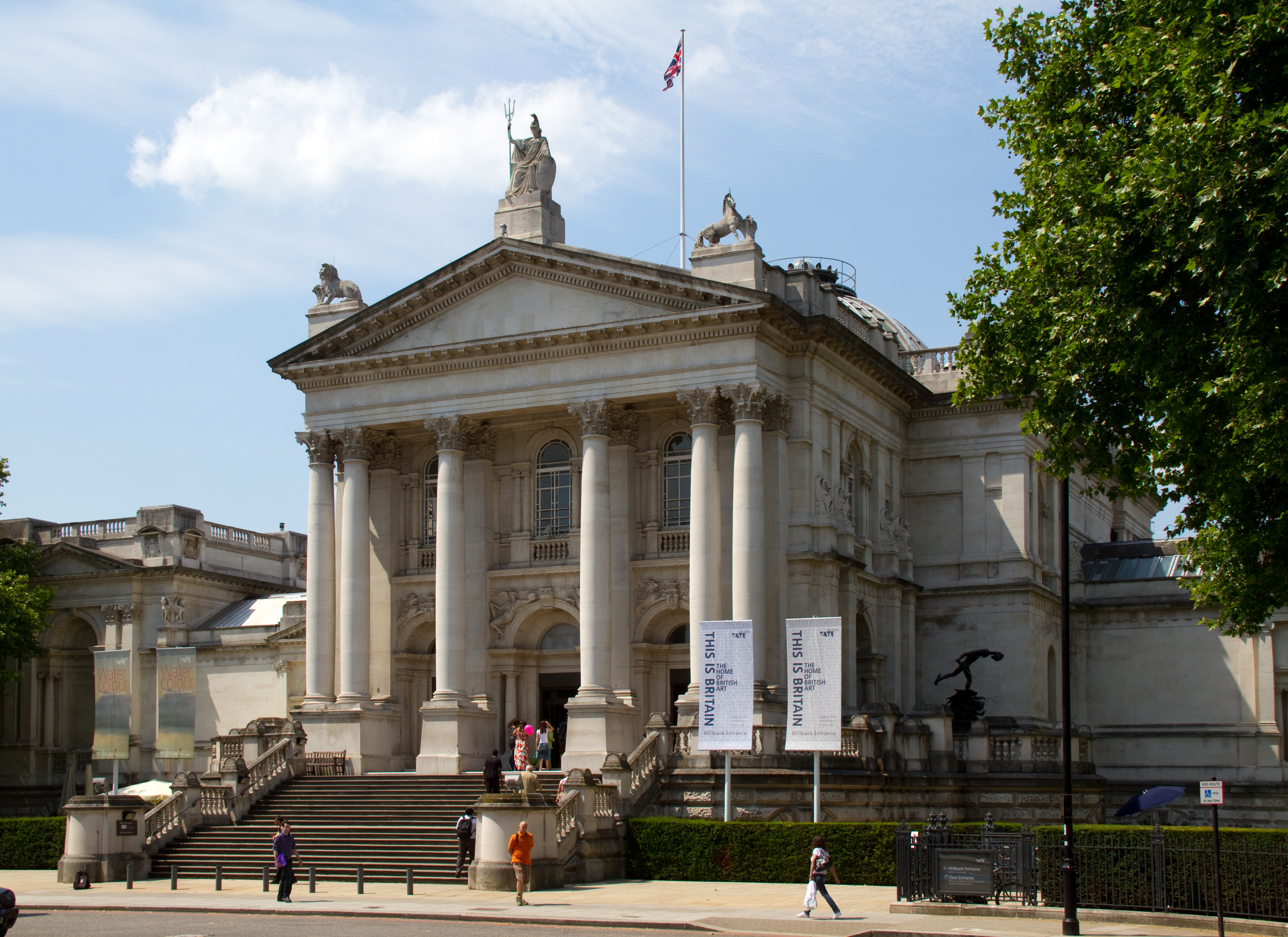
Tate Britain, museo de pintura del s. XVI al XX.

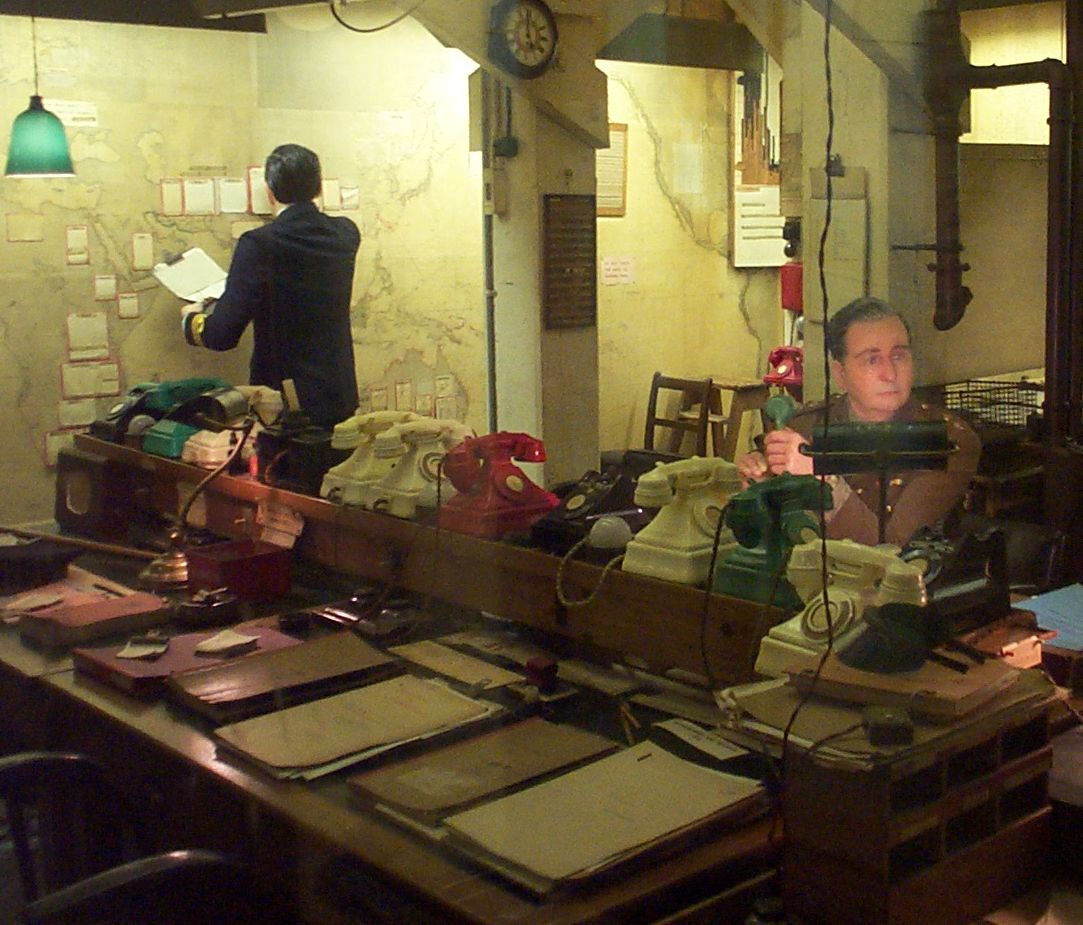
Habitación de los mapas en las Cabinet War Rooms.

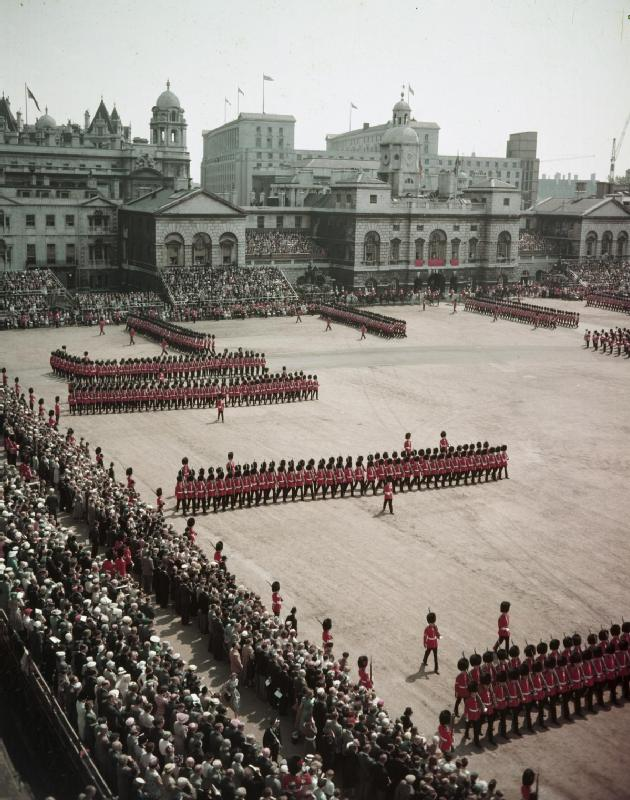
Horse Guard Parade en 1956.

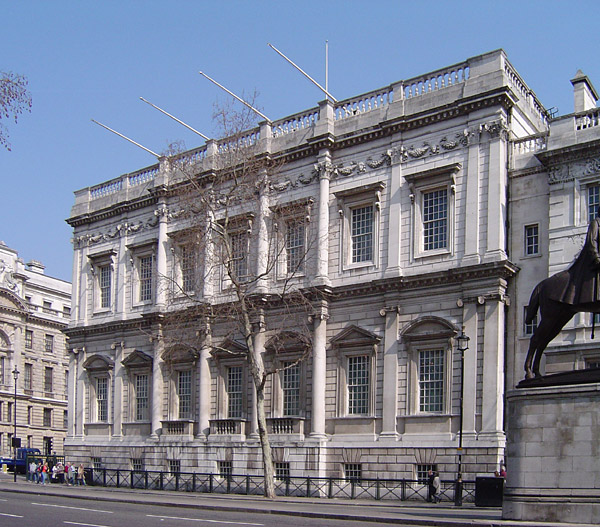
Banqueting House, parte conservada del palacio de Whitehall, que ardió en 1698.

Una buena parte del Londres más conocido se sitúa en la ciudad de Westminster. Ejemplos de ello son:
- 221B Baker Street
- Abadía de Westminster
- Abbey Road
- Abbey Road Studios
- Bayswater
- Belgravia
- Carnaby Street
- Catedral de Westminster
- Charing Cross
- Chinatown
- Covent Garden
- Downing Street
- Haymarket
- Hyde Park
- Kensington Gardens
- Marble Arch
- Mayfair
- Millbank
- National Gallery
- Oxford Street
- Paddington
- Palacio de Buckingham
- Palacio de St. James
- Palacio de Westminster
- Pall Mall
- Piccadilly Circus
- Pimlico
- Regent's Park
- Regent Street
- Royal Academy
- Royal Albert Hall
- Royal Opera House
- Soho
- St. James’s Park
- St. Martin-in-the-Fields
- Tate Britain
- Trafalgar Square
- Whitehall
- Zoológico de Londres

## Distritos
Gran parte de Westminster se incluye en el West End y es también donde se encuentra la zona Theatreland llena de teatros.

### Paddington
El anterior municipio de Paddington quedaba al norte de Bayswater Road y al oeste de Edgware Road.
- Bayswater
- Kensal Town (también en Kensington y Chelsea)
- Maida Vale
- Paddington
- Paddington Green
- Queen's Park (también en Brent)
- Westbourne
- Westbourne Green

### St Marylebone
El anterior municipio de St Marylebone estaba al norte de Oxford Street y al este de Edgware Road.
- Fitzrovia (también en Camden)
- Lisson Grove
- Portman Estate
- Marylebone
- St John's Wood

### Westminster
El anterior municipio de Westminster quedaba al sur de Bayswater Road y Oxford Street.
- Adelphi
- Aldwych
- Belgravia (también en Kensington y Chelsea)
- Charing Cross
- Chinatown
- Covent Garden (también en Camden)
- Devil's Acre
- Holborn (también en Camden)
- Hyde Park
- Knightsbridge (también en Kensington y Chelsea)
- Mayfair
- Millbank
- Pimlico
- St James's
- Strand
- Soho
- Temple (la zona del Temple estatutaria está en la City de Londres)
- Victoria
- Westminster

### Zonas de Londres
La Ciudad de Westminster abarca total o parcialmente las siguientes zonas de Londres:
- Bayswater
- Belgravia (compartida con Kensington y Chelsea)
- Covent Garden (compartida con Camden)
- Fitzrovia (compartida con Camden)
- Hyde Park
- Knightsbridge (compartida con Kensington y Chelsea)
- Lisson Grove
- Maida Vale
- Mayfair
- Marylebone
- Millbank
- Paddington
- Pimlico
- St James's
- St John's Wood
- Soho, incluida Chinatown
- "Theatreland"
- Victoria
- Westbourne Green
- West End (compartida con Camden)
- Westminster City Centre